# Звенигород (Збручский)
Звенигород (укр. Звенигород) — древнеславянское языческое городище-святилище X—XIV веков. Также в городище нашли земляные валы скифского времени.
Расположено к югу от села Крутилов Чортковского района Тернопольской области, на высоком правом берегу реки Збруч.
У реки Збруч обнаружены остатки древнеславянского святилища с тремя капищами и жертвенными ямами вокруг. На каменных пьедесталах горели огни, здесь приносились дары богам. Археологами найдены серебряные кольца, стеклянные браслеты, замки, ключи, топоры, стрелы, косы, ножницы. Также обнаружен храм, который по параметрам соответствует описаниям храмов западных славян. В полу храма был раскопан идол. Данные раскопок свидетельствуют, что святилище пришло в упадок постепенно, а не было уничтожено извне.
В одной из построек обнаружили конскую сбрую — вероятно, здесь могли держать священного коня, как это было в Арконе.
Учёные предполагают, что збручские святилища взяли на себя функции главного центра язычества Руси вместо ликвидированных Владимиром киевских храмов.
Согласно данным раскопок, в самом Звенигороде религиозная жизнь пришла в упадок примерно в XIV веке. Но ряд фактов, установленных при раскопках других святынь в Медоборах (Гора Рожаница, холмы Баба, Тренога, Старый Угол, Баба, Высокий Камень) позволяет датировать последние языческие богослужения в Медоборах XVII веком, что вполне вероятно, учитывая удалённость целого комплекса галицко-подольских капищ от основных центров христианизации тогдашних славянских земель.
Городище Звенигород относилось к Збручскому культовому центру и расположено севернее городищ Богит и Говда.
Историк Максим Жих связывает рассказ аль-Масуди о славянских языческих храмах с крупным языческим славянским религиозным центром с городищами-святилищами Звенигород, Богит и Говда, который существовал в Прикарпатье.